# Томица Поповић
Томица Поповић (Доњи Лапац, 26. новембар 1915 — Ријека, 23. јануар 1966), учесник Народноослободилачке борбе, генерал-потпуковник ЈНА и народни херој Југославије.

## Биографија
Рођен је 26. новембра 1915. године у Доњем Лапцу, у сиромашној земљорадничкој породици. У родном месту је завршио основну, а у Београду подофицирску школу Југословенске војске 1935. године. У Априлском рату је избегао заробљавање и вратио се кући.
Придружио се устаницима одмах по избијању оружаног устанка 1941. године. Од почетка августа 1941, командовао је устаничком четом с подручја Доњег Лапца у нападу на усташко упориште у Боричевцу. Убрзо је био постављен за заменика команданта устаничког батаљона „Слобода“. У септембру исте године, примљен је за члана Комунистичке партије Југославије. Након формирања Лапачког партизанског батаљона, био је постављен за заменика команданта батаљона. Када је командант, Стојан Матић, погинуо у нападу на италијанске снаге у Доњем Лапцу 27. фебруара 1942, Томица је постао нови командант батаљона, који је од тада носио име „Стојан Матић“.
У марту 1942, заједно с другим партизанским јединицама, његов батаљон је учествовао у борбама за ослобођење Срба, у успешним борбама против четника на подручју Грачаца и против усташа у западној Лици и Подлапачи. У саставу Друге личке бригаде, само је батаљон „Стојан Матић“ успео да продре у Удбину и заузео Градину, у другој половини августа 1942. године. После тога је учествовао у борбама код Чанка, Рамљана, Косиња и Пазаришта и на Кордуну код Полоја, Тушиловића, Раковице, Личког Петровог Села и Слуња.
Крајем новембра 1942, пред напад на Двор на Уни, привремено је командовао Другом личком бригадом до 28. децембра. Тада га је Главни штаб Хрватске поставио за команданта Првог личког партизанског одреда. Лички одред је, заједно с јединицама Шесте личке дивизије, водио одбрамбене борбе у току Четврте непријатељске офанзиве у Лици, нарочито на правцу Книн–Стрмица–Срб–Доњи Лапац. После завршетка офанзиве, одред је дејствовао у Далмацији. Августа 1943. године, одред је прерастао у Прву книнску бригаду.
Томица је од друге половине 1943. до априла 1944. године био начелник Штаба Книнског оперативног сектора, па начелник Штаба 19. севернодалматинске дивизије, затим командант Групе севернодалматинских НОП одреда и заменик команданта 19. севернодалматинске дивизије. Априла 1944, постављен је за команданта 19. дивизије.
По наређењу Врховног штаба НОВЈ, у септембру 1944, пребацио се авионом с Виса у Србију. Тамо је, 20. септембра, постао командант новоформиране 46. српске дивизије НОВЈ, којом је командовао све до краја рата. У рату су му погинули отац, мајка, сестра и четири брата, од којих је Илија проглашен за народног хероја.
После рата, завршио је Вишу војну академију „Михаил Фрунзе“ у СССР-у (1947) и Ратну школу ЈНА (1957). Међу осталим дужностима, био је командант дивизије начелник штаба армијске области и командант Подручја. Био је генерал-потпуковник ЈНА.
Умро је 23. јануара 1966. године у Ријеци, а сахрањен је у Доњем Лапцу.
Носилац је Партизанске споменице 1941. и више других југословенских одликовања. Орденом народног хероја одликован је 27. новембра 1953. године.